# 親親 (KOH+)
親親是日本组合KOH+的第一张单曲作品，2007年11月21日发售。

## 简介
- 本单曲是柴崎幸和福山雅治组成的组合KOH+的第一张单曲。同时也是富士电视台2007年秋季月9剧神探伽利略的片尾曲[2]。

## 收录曲

### CD
1. 親親（作詞・作曲：福山雅治 編曲：福山雅治／井上鑑）
2. 親親（Original Karaoke）

### DVD
1. 親親（Music Clip）

## 備註
1. ↑  2007年11月[1]